# António Lobato de Faria
António Sarmento Lobato de Faria (3 de Novembro de 1933 – 16 de Dezembro de 2001) foi um engenheiro civil e sanitarista português. Destacou-se como diretor dos Serviços de Engenharia Sanitária do governo português ao dirigir com sucesso as campanhas de proteção da água durante as epidemias de cólera em Portugal em 1971, 1974 e 1975, juntamente com Arnaldo Sampaio. É recipiente do Prémio Maarten Schalekamp 1995, da International Water Supply Association, juntamente com Helena Alegre pelo artigo Lobato de Faria e Alegre (1995), sobre avaliação de sistemas de águas de abastecimento e residuais.

## Formação académica
António Lobato Faria licenciou-se em Engenharia Civil pelo Instituto Superior Técnico da Universidade Técnica de Lisboa em 1958. Mestrado em Engenharia de Saúde Pública, Imperial College of Science and Technology (Universidade de Londres), em 1967. Doutoramento em Engenharia Civil (Hidráulica), IST (UT Lisboa), em 1971.

## Actividade profissional
António Lobato Faria desenvolveu uma vasta actividade profissional no campo da engenharia sanitária, onde se destaca:
- Assistente convidado na Faculdade de Arquitectura (1962-1970);[3]
- Assistente convidado na Escola Nacional de Saúde Pública e de Medicina Tropical (1968-1972);[4][3]
- Professor convidado no Instituto Superior Técnico (1971-1980);[4][3]
- Professor extraordinário na Escola Nacional de Saúde Pública (1973-1975);[3]
- Professor convidado externo na Universidade de Pamplona (Espanha), na Universidade de Rabat (Marrocos) e na Universidade Nova de Lisboa;[4][3]
- Professor Catedrático na Escola Nacional de Saúde Pública desde 1976).[3]

## Cargos públicos
- Engenheiro do Quadro da Direcção-Geral dos Serviços Hidráulicos (1957-1967);
- Director dos Serviços de Engenharia Sanitária da Direcção-Geral de Saúde (1972-1980);
- Vogal da Comissão Administrativa da Câmara Municipal de Lisboa (1974-1975);
- Presidente do Conselho Científico da Escola Nacional de Saúde Pública (1980-1986; 2000-2001);
- Director da Escola Nacional de Saúde Pública (1986-1989);
- Presidente do Instituto dos Resíduos (INR) (1996-2000)[3]

## Áreas de actuação como projectista
- Planeamento Regional e Sectorial nos domínios da água de abastecimento, residuais e gestão de resíduos;
- Obras hidráulicas;
- Sistemas de abastecimento de água;
- Sistemas de Drenagem de Águas Residuais;
- Estações de Tratamento de Águas de Abastecimento e de Águas Residuais;
- Estações de Tratamento de águas residuais Industriais;
- Sistemas de Resíduos Sólidos Urbanos[3]

## Cargos em empresas privadas
- Fundador da "CESL - Consultores de Engenharia Sanitária, Lda.", em 1976, e seu Director até à sua transformação;
- Fundador do grupo de empresas "CESL - Engenharia e Desenvolvimento, SA", em 1989, e seu Presidente do Conselho de Administração até 1994.[3]

## Experiência internacional
- Foi consultor da Organização Mundial da Saúde, da UNESCO e da CEE para assuntos de protecção sanitária e de poluição do ambiente;
- Foi membro do Conselho Científico da Região Europa da OMS, para assuntos de Saúde e Ambiente;
- Assegurou a coordenação, em Portugal, do projecto "Cidades Saudáveis" da OMS;
- Efectuou várias missões de consultoria no estrangeiro: Atenas (Grécia), no âmbito de um projecto de esgotos da região da Grande Atenas; Viena (Áustria) e Bucareste (Roménia), sobre produtos químicos tóxicos no ambiente; Rennes (França), sobre o abastecimento de água nas comunidades europeias; Genebra (Suíça), sobre métodos rápidos de avaliação do estado da poluição em grandes cidades e zonas industriais; Marrocos, na efectivação do estudo sectorial sobre o saneamento do ambiente daquele país; Oslo (Noruega) e Ankara (Turquia), sobre a Década da Água; Washington, DC (Estados Unidos), na sede da Organização Pan-americana de Saúde, sobre programas de cooperação no domínio da saúde ambiental; Nova Deli (Índia), sobre o impacto sanitário ambiental.
- Relator geral da Conferência de Avaliação da Década da Água realizada em Izmir (Turquia), sob a égide da OMS, em 1986;
- Representante de Portugal no Comité Técnico "Higiene, Saúde e Ambiente" da Directiva Comunitária sobre Produtos de Construção;
- Orientou a tradução de cerca de meia centena de publicações da OMS e da OCDE sobre assuntos de saúde ambiental, engenharia sanitária e similares.[3]

## Prémios e honras
- Conjuntamente com a investigadora do LNEC, Eng.ª Maria Helena Alegre, foi-lhe atribuído o Prémio Maarten Schalekamp, de ISWA (International Water Supply Association), relativo a 1995.[1][3][2]

## Associações
Foi membro de diversas organizações e associações profissionais, nacionais e internacionais, nomeadamente:
- American Water Works Association (AWWA)
- Associação Portuguesa para Estudos de Saneamento Básico(APESB)
- Associação Portuguesa dos Recursos Hídricos (APRH)
- Associação das Jornadas de Engenharia de Língua Portuguesa
- Association des Hygienistes et Techniciens Municipaux
- Ordem dos Engenheiros
- Water Pollution Control Federation (WPCF)[3]

## Obras
- Plano Estratégico dos Resíduos Sólidos Urbanos, Ministério do Ambiente, Lisboa, 1996;
- Os sistemas de Cuidados de Saúde (Tradução de original francês), OCDE, Departamento de Estudos e Planeamento da Saúde, Lisboa, 1994;
- Carta Europeia de Ambiente e Saúde (Tradução de original inglês),  OMS-EURO, Departamento de Estudos e Planeamento da Saúde e Escola Nacional de Saúde Pública, Lisboa, 1990;
- Civilização Industrial e Poluição (no livro Da vida à morte), editado pela Associação dos Médicos Católicos Portugueses, Coimbra, 1987.
- As Metas da Saúde para Todos (Tradução de original inglês), OMS - EURO, Departamento de Estudos e Planeamento da Saúde, Lisboa, 1986
- Guide Pratique pour l’Eau Potable et l’Assainissement, OMS, Copenhaga, 1984
- Saneamento Básico II (mimeografado), Instituto Superior Técnico (IST), Lisboa, 1977.
- Luta contra as Epidemias de Origem Hídrica pela Melhoria dos Abastecimentos Públicos de Água (Tradução do original inglês do Dr. W. E. Wood), Direcção-Geral de Saúde, Lisboa, 1974;
- Saneamento Básico I (mimeografado), Instituto Superior Técnico (IST), Lisboa, 1973.
- Qualidade da Água de Albufeiras, Trabalho apresentado para as provas de doutoramento, Instituto Superior Técnico (IST), Lisboa, 1971.
- Poluição de Massas de Água em Regime Estuarial, Tese de doutoramento, Instituto Superior Técnico (IST), Lisboa, 1971
- Higiene e Equipamento, Escola Superior de Belas Artes de Lisboa (ESBAL), Lisboa, 1965[3]